# Jens Carlowitz
Pour les articles homonymes, voir Carlowitz.
Jens Carlowitz (né le 8 août 1964 à Chemnitz) est un ancien athlète est-allemand puis allemand, spécialiste du 400 mètres.

## Palmarès

### Championnats du monde d'athlétisme en salle
- Championnats du monde d'athlétisme en salle 1991 à Séville,  Espagne
  -  Médaille d'or en relais 4 × 400 m

### Championnats d'Europe d'athlétisme
- Championnats d'Europe d'athlétisme 1990 à Split,  Yougoslavie
  -  Médaille de bronze sur 400 m
  -  Médaille de bronze en relais 4 × 400 m

### Championnats d'Europe d'athlétisme en salle
- Championnats d'Europe d'athlétisme en salle 1988 à Budapest,  Hongrie
  -  Médaille d'or sur 400 m
- Championnats d'Europe d'athlétisme en salle 1990 à Glasgow,  Royaume-Uni
  -  Médaille d'argent sur 400 m

### Championnats d'Europe junior d'athlétisme
- Championnats d'Europe junior d'athlétisme 1981 à Utrecht,  Pays-Bas
  -  Médaille d'argent sur 4 × 400 m (AJR)
  -  Médaille d'or sur 400 m
- Championnats d'Europe junior d'athlétisme 1983 à Schwechat,  Autriche
  -  Médaille d'argent sur 400 m
  -  Médaille d'or sur 4 × 400 m

## Record
Son record personnel sur 400 mètres en plein air est de 44 s 86, réalisé en 1989 à Barcelone.